# エンゲリス2空軍基地
エンゲリス2空軍基地（エンゲリス2くうぐんきち、ロシア語: Авиационная база Энгельс-2）は、ロシア連邦サラトフ州のエンゲリスに位置する、ロシア航空宇宙軍の基地である。Tu-160戦略爆撃機を運用する第6950親衛航空基地などが所在している。

## ロシアによるウクライナ侵攻
2022年2月からのウクライナ侵攻では、ウクライナへの空爆拠点として使用されている。このため、ウクライナの攻撃目標になっており、2022年12月5日にドローンによる攻撃を受け、少なくとも2機のTu-95MS戦略爆撃機が滑走路上で損傷し、軍人3名が死亡、6名が負傷。12月26日にもウクライナからドローンが飛来し、基地上空で撃墜したドローンの破片で軍人3名が死亡、4名の負傷者が出ている。
ドローン攻撃への対抗手段として、駐機場にTu-95を模したペイントや駐機中の機体の主翼等にタイヤを敷き詰めるようになっている。
2025年1月8日、1月14日にウクライナのドローン攻撃を受けて燃料貯蔵施設が炎上したほか、3月20日にもドローン攻撃を受けて弾薬貯蔵施設が破壊された。また、6月6日にはエンゲリス2空軍基地と隣接するクリスタル貯油施設をウクライナがドローン攻撃し、クリスタル貯油施設の複数の燃料タンクが破壊されて大規模な火災が発生した。

## 所在部隊
遠距離航空コマンド隷下
- 第6950親衛航空基地 - Tu-160[11]
- 第184親衛重爆撃連隊 - Tu-95MS[12]